# Miran Maričić
Miran Maričić (* 17. Juni 1997 in Bjelovar) ist ein kroatischer Sportschütze.

## Erfolge
Miran Maričić erzielte 2018 seine ersten internationalen Erfolge, als er mit dem Luftgewehr im Einzel bei den Weltmeisterschaften in Changwon Bronze und mit der Mannschaft bei den Europameisterschaften in Győr Silber gewann. Die Europameisterschaften 2020 in Breslau beendete er mit der Mannschaft mit dem Luftgewehr ebenfalls auf dem zweiten Platz, darüber hinaus erreichte er Rang drei im Luftgewehr-Mixed. In Osijek kam er mit der Mannschaft bei den Europameisterschaften 2021 nicht über den dritten Platz hinaus. Bei den 2021 ausgetragenen Olympischen Spielen 2020 in Tokio ging Maričić in zwei Konkurrenzen an den Start. Mit dem Luftgewehr belegte er mit 625,0 Punkten nur Rang 25, im Dreistellungskampf mit dem Kleinkalibergewehr gelang ihm hingegen mit 1178 Punkten der Finaleinzug. Das Finale schloss er mit 416,2 Punkten auf dem sechsten Platz ab. Ein Jahr darauf gewann Maričić mit dem Luftgewehr bei den Europameisterschaften in Hamar sowohl im Einzel als auch mit der Mannschaft die Bronzemedaille. Bei den ebenfalls 2022 ausgetragenen Mittelmeerspielen in Oran sicherte er sich im Einzel Silber. Mit der Luftgewehrmannschaft folgte 2023 der Gewinn der Silbermedaille bei den Europaspielen in Krakau und der Bronzemedaille bei den Weltmeisterschaften in Baku. Darüber hinaus belegte er mit ihr bei den Europameisterschaften in Győr Rang zwei. 
Maričić trat bei den Olympischen Spielen 2024 in Paris erneut in zwei Disziplinen an. Im Dreistellungskampf erzielte er in der Qualifikation mit 585 Punkten den 26. Platz, womit er den Finaldurchgang der besten acht Schützen verpasste. Mit dem Luftgewehr zog er mit 631,3 Punkten in der Qualifikation hingegen als Vierter ins Finale ein. Dieses beendete er mit 251,4 Punkten auf dem dritten Platz hinter Sheng Lihao aus China, der mit 252,2 Punkten Olympiasieger wurde, und dem mit 251,4 Punkten zweitplatzierten Schweden Victor Lindgren, sodass er die Bronzemedaille gewann. Bei den Europameisterschaften 2025 in Osijek gelangen ihm zwei weitere Podestplatzierungen. Im Einzel belegte er Rang drei, während er mit der Mannschaft zum nunmehr vierten Mal Zweiter wurde.